# Verwaltungsgemeinschaft Möser
In der Verwaltungsgemeinschaft Möser im Landkreis Jerichower Land in Sachsen-Anhalt waren die Gemeinden Hohenwarthe, Körbelitz, Lostau, Möser, Pietzpuhl und Schermen zusammengeschlossen. Verwaltungssitz war Möser. Am 1. Januar 2005 wurde die Verwaltungsgemeinschaft mit der Verwaltungsgemeinschaft Biederitz (ohne die Gemeinden Menz, Nedlitz und Wahlitz) zur neuen Verwaltungsgemeinschaft Biederitz-Möser zusammengeschlossen.